# 逆クエン酸回路

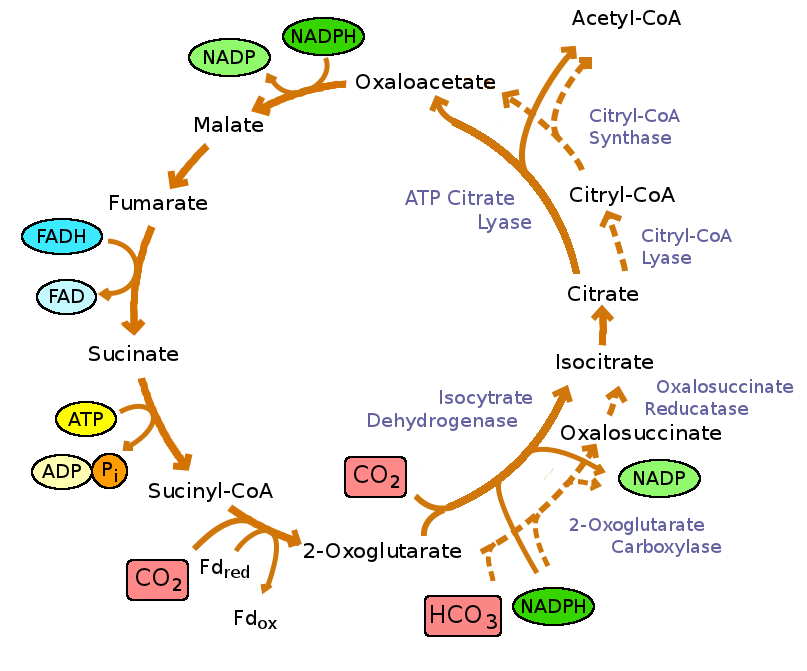
還元的クエン酸回路。点線は別の酵素経路を示している。

逆クエン酸回路（reverse citric acid cycle）または逆クレブス回路（reverse Krebs cycle）、逆TCA回路（reverse TCA cycle）は、一部の細菌が二酸化炭素と水から有機化合物を作るのに用いている一連の化学反応である。
この反応は、クエン酸回路を逆に回すものである。クエン酸回路では、糖等の複雑な有機化合物を酸化して二酸化炭素と水にするが、逆クエン酸回路では二酸化炭素と水を用いて有機化合物を作る。この反応は一部の細菌で有機化合物の合成に用いられ、電子供与体としては水素、硫化物、チオ硫酸塩が用いられる。幅広い微生物や高等生物で無機炭素を固定している還元的ペントースリン酸化回路（カルビン回路）の代替として見ることもできる。
この反応は生命の誕生以前の初期地球環境で生じていた可能性があり、生命の起源の研究対象として興味を持たれている。いくつかの段階は、鉱物により触媒されることが発見されている。
2019年には、東京工業大学や海洋研究開発機構などの研究グループが、地球形成初期の海水組成を想定すると、海底熱水噴出孔周辺に生じる電流によって硫化金属が還元されて逆クエン酸回路を触媒する硫化鉄-金属鉄複合体が生成されることを明らかにした。この硫化鉄-金属鉄複合体は、現在の海底熱水噴出孔でも観測される対標準電極電位 -0.7V程度でも生成し、硫化鉄または金属鉄単体では進まないオキサロ酢酸からリンゴ酸への還元反応を触媒して収率40%で進めることが分かった。また、逆クエン酸回路の生成物であるピルビン酸やα-ケトグルタル酸にアンモニアを付加してアミノ酸（それぞれアラニン、グルタミン酸）を合成する反応も触媒し、90%以上の高収率で反応が進むことも明らかになった。地球形成初期にはマントルの温度が高く、海底の熱水活動は現在の約10倍活発であったとされることから、このような反応が幅広く進行し、生命誕生の材料となる有機物の蓄積が進んだと考えられる。